# Schydytschyn
Schydytschyn (ukrainisch Жидичин; russisch Жидычин/Schidytschin, polnisch Żydyczyn) ist ein Dorf in der Westukraine in der Oblast Wolyn, Rajon Luzk etwa 10 Kilometer südwestlich der ehemaligen Rajonshauptstadt Kiwerzi und 6 Kilometer nördlich der Oblasthauptstadt Luzk am Styr gelegen.

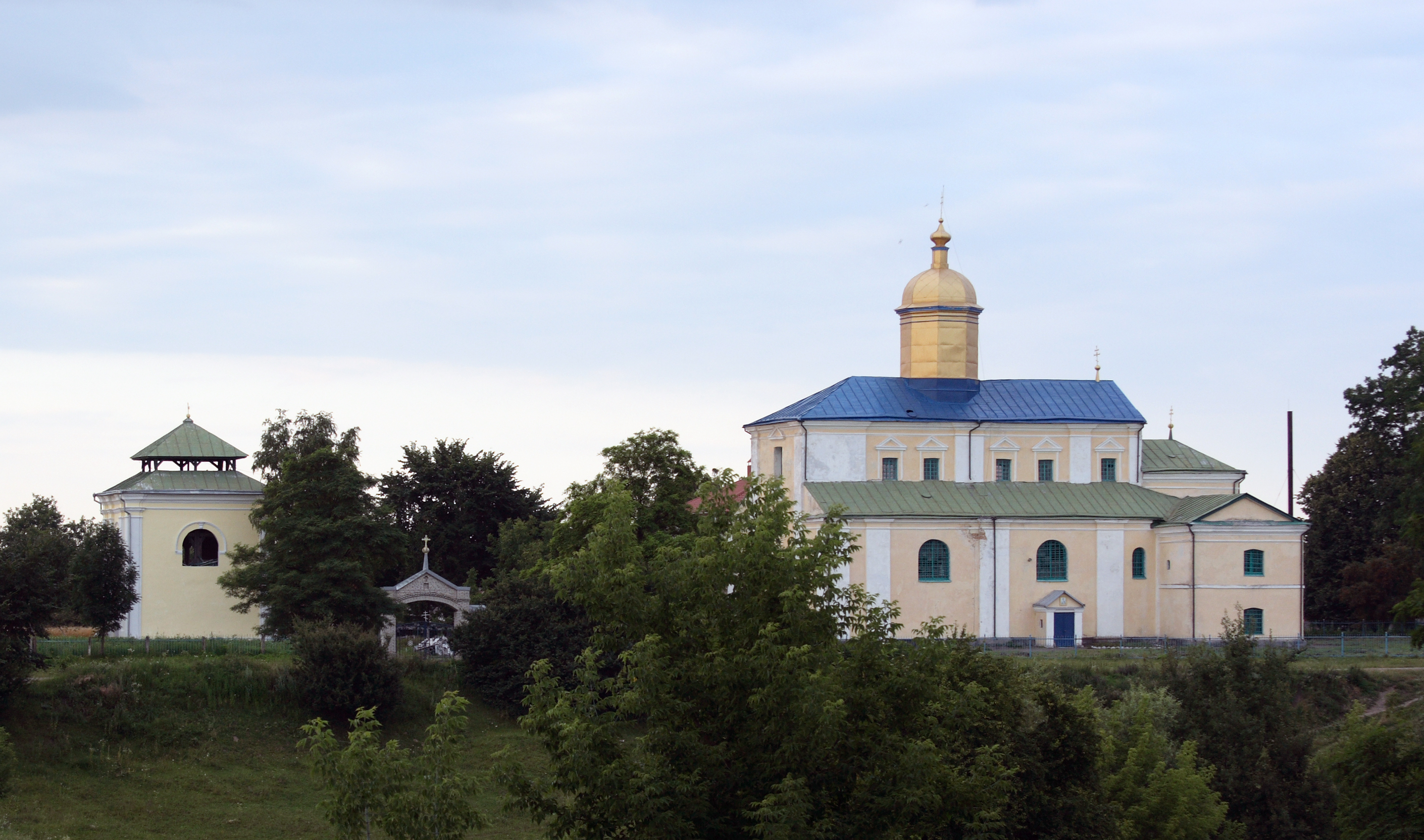
Kirche im Ort

Am 12. Juni 2020 wurde das Dorf ein Teil neu gegründeten Stadtgemeinde Luzk; vorher ab dem 1. August 2017 war es das Zentrum der neugegründeten Landgemeinde Schydytschyn (Жидичинська сільська громада/Schydytschynska silska hromada). Zu dieser zählen auch noch die 5 Dörfer Klepatschiw (Клепачів), Kultschyn (Кульчин), Lypljany (Липляни), Nebischka (Небіжка) und Oserze (Озерце), vorher bildete das Dorf zusammen mit den Dörfern Kultschyn und Lypljany die gleichnamige Landratsgemeinde im Südwesten des Rajons Kiwerzi.
Am 17. Juli 2020 wurde der Ort Teil des Rajons Luzk.

## Geschichte
Der Ort wird 1227 zum ersten Mal schriftlich erwähnt und gehörte bis 1793 in der Woiwodschaft Wolhynien zur Adelsrepublik Polen-Litauen. Mit den Teilungen Polens fiel der Ort an das Russische Reich und lag bis zum Ende des Ersten Weltkriegs im Gouvernement Wolhynien.
Nach dem Ersten Weltkrieg kam der Ort zu Polen (in die Woiwodschaft Wolhynien, Powiat Łuck, Gmina Kiwerce), im Zweiten Weltkrieg wurde er zwischen 1939 und 1941 von der Sowjetunion besetzt. Nach dem Überfall auf die Sowjetunion im Juni 1941 wurde er dann bis 1944 von Deutschland besetzt, dies gliederte den Ort in das Reichskommissariat Ukraine in den Generalbezirk Brest-Litowsk/Wolhynien-Podolien, Kreisgebiet Luzk.
Nach dem Krieg wurde der Ort der Sowjetunion zugeschlagen. Dort kam das Dorf zur Ukrainischen SSR und seit 1991 ist es ein Teil der heutigen Ukraine.